# Pelleport, Haute-Garonne
Pelleport är en kommun i departementet Haute-Garonne i regionen Occitanien i södra Frankrike. Kommunen ligger i kantonen Cadours som tillhör arrondissementet Toulouse. År 2022 hade Pelleport 542 invånare.

## Befolkningsutveckling
Antalet invånare i kommunen Pelleport
Referens:INSEE

## Monument

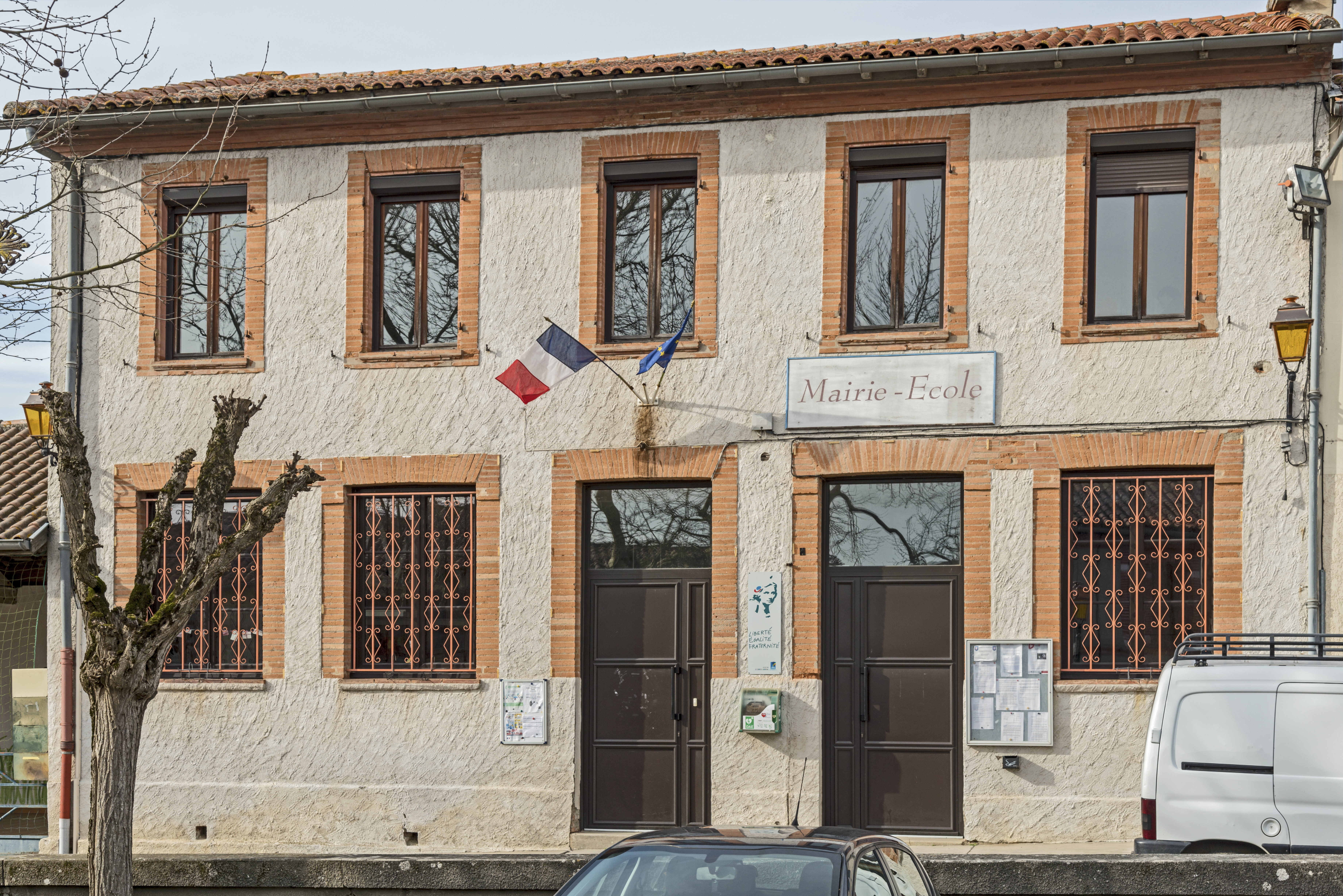
Stadshuset .
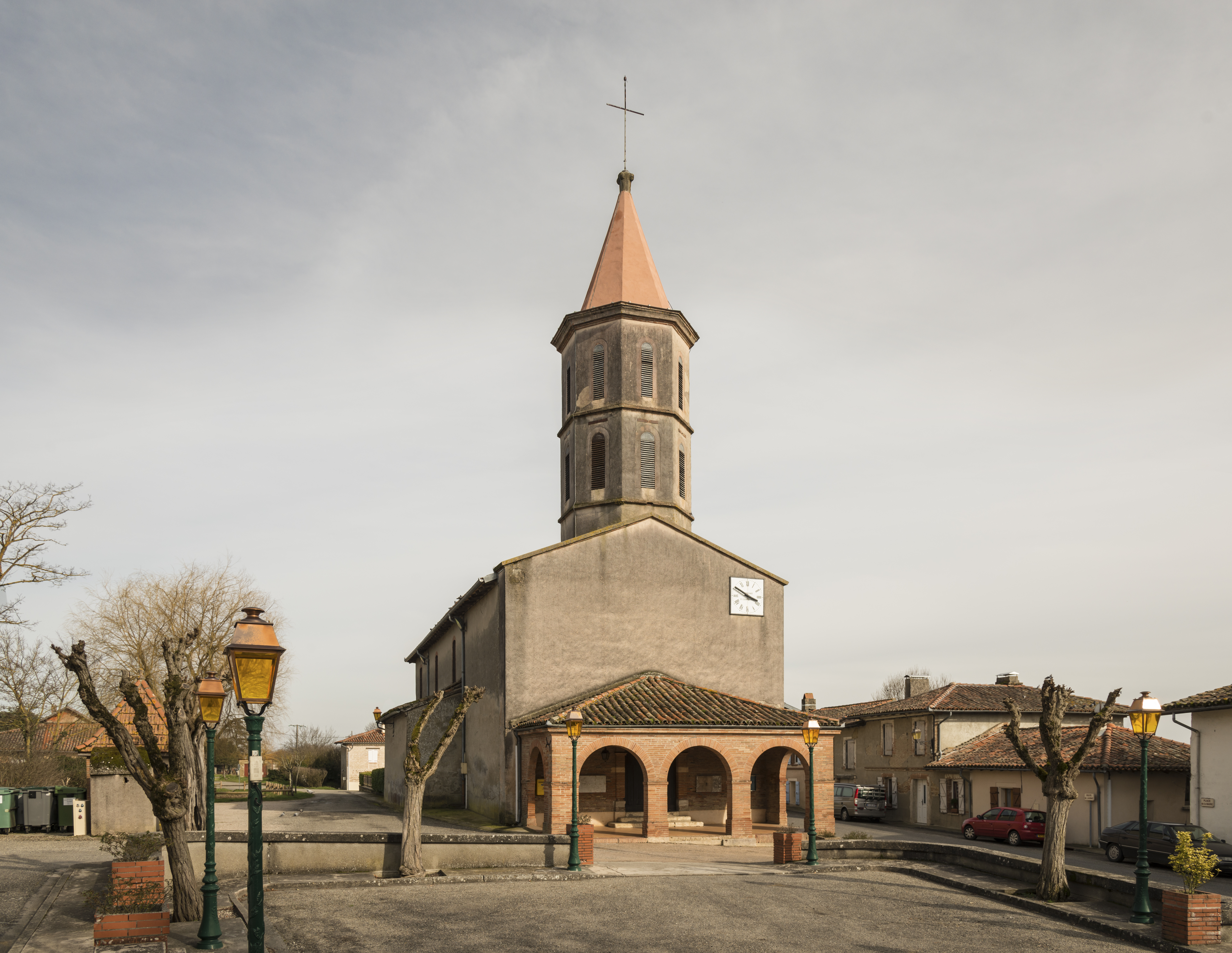
Kyrkan.
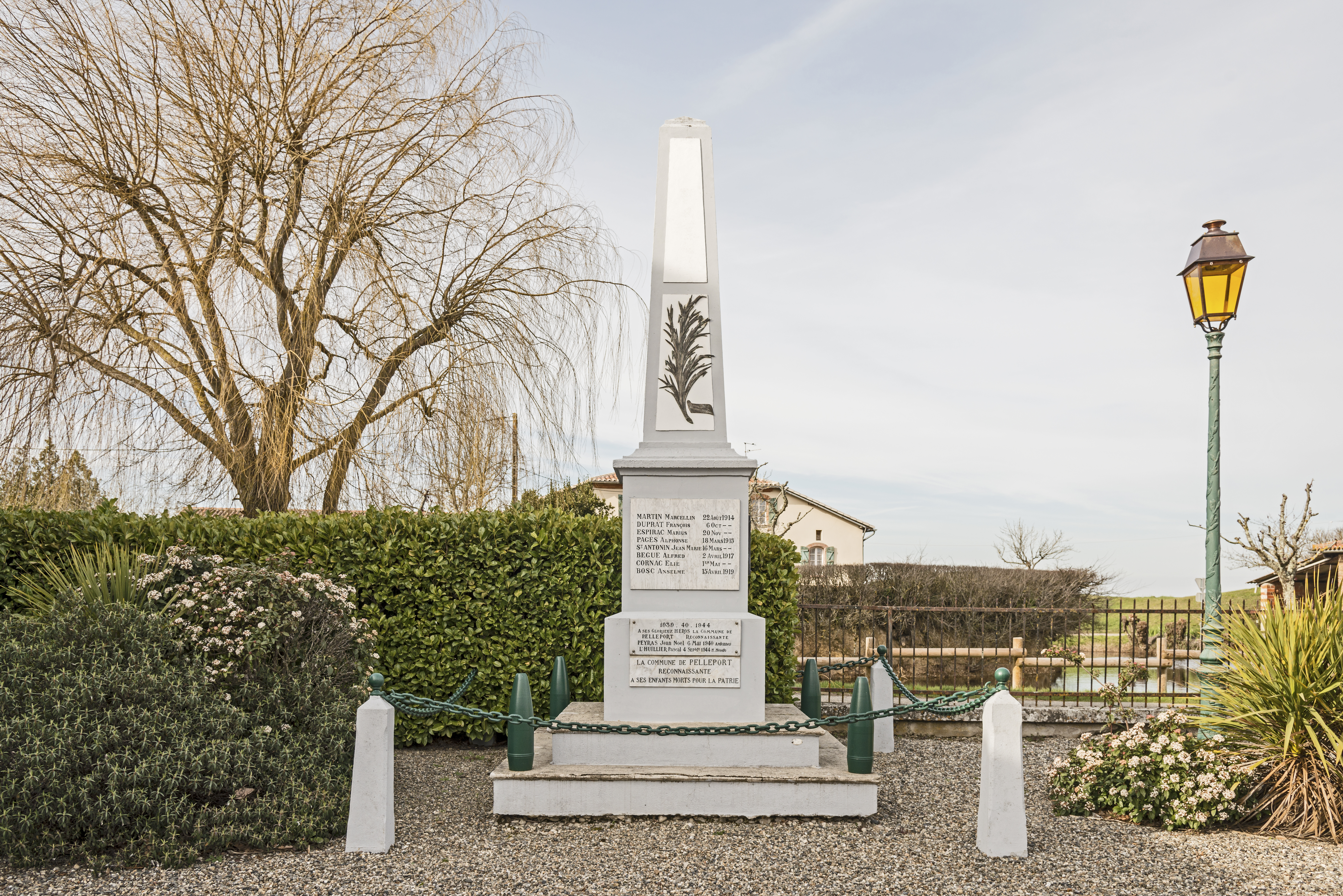